# Championnat de Nouvelle-Calédonie de football 2015
Navigation
Édition précédente Édition suivante
La saison 2015 du Championnat de Nouvelle-Calédonie de football est la quatrième édition de la Super Ligue, le championnat de première division en Nouvelle-Calédonie. Les douze équipes engagées sont regroupées au sein d'une poule unique où elles affrontent deux fois leurs adversaires, à domicile et à l'extérieur. En fin de saison, trois équipes sont reléguées : deux de Grande-Terre et une basée dans les Îles Loyauté.
C'est l'AS Magenta, tenant du titre, qui remporte à nouveau la compétition cette saison après avoir terminé en tête du classement, avec dix points d'avance sur Hienghène Sport et quatorze sur le Gaïtcha FCN. C'est le neuvième titre de champion de Nouvelle-Calédonie de l'histoire du club.

## Participants
- AS Magenta
- AS Lössi
- Hienghène Sport
- AS Mont-Dore
- AS Wetr
- SC Ne Drehu
- Gaïtcha FCN
- AS Tiga Sport
- JS Baco - Promu de D2
- FC Auteuil
- ES Wacaélé - Promu de D2
- FC Bélep - Promu de D2

## Compétition

### Classement
Le classement est établi sur le barème de points suivant : victoire à 4 points, match nul à 2, défaite à 1.
| Rang | Équipe              | Pts | J  | G  | N | P  | Bp | Bc | Diff |
| ---- | ------------------- | --- | -- | -- | - | -- | -- | -- | ---- |
| 1    | AS MagentaT         | 70  | 22 | 15 | 3 | 4  | 52 | 29 | +23  |
| 2    | Hienghène SportC -7 | 63  | 22 | 14 | 6 | 2  | 60 | 22 | +38  |
| 3    | Gaïtcha FCN -3      | 62  | 22 | 12 | 7 | 3  | 57 | 21 | +36  |
| 4    | AS Wetr             | 49  | 22 | 7  | 6 | 9  | 49 | 50 | -1   |
| 5    | AS Mont-Dore -9     | 46  | 22 | 11 | 3 | 8  | 56 | 44 | +12  |
| 6    | AS Lössi -9         | 45  | 22 | 8  | 8 | 6  | 47 | 37 | +10  |
| 7    | SC Ne Drehu -18     | 41  | 22 | 11 | 4 | 7  | 50 | 37 | +13  |
| 8    | ES WacaéléP -21     | 37  | 22 | 11 | 3 | 8  | 42 | 40 | +2   |
| 9    | AS Tiga Sport -9    | 35  | 22 | 6  | 4 | 12 | 39 | 46 | -7   |
| 10   | FC BélepP -10       | 29  | 22 | 4  | 6 | 12 | 35 | 62 | -27  |
| 11   | FC Auteuil -13      | 16  | 22 | 1  | 4 | 17 | 20 | 68 | -48  |
| 12   | JS BacoP -30        | 6   | 22 | 4  | 2 | 16 | 32 | 83 | -51  |

|  | Qualification pour la Ligue des champions de l'OFC 2017                                                                                          |
|  | Relégation directe en deuxième division |
|  | T : Tenant du titre C : Vainqueur de la Coupe de Nouvelle-Calédonie P : Promu de deuxième division En italique : club basé dans les îles Loyauté |

- Des pénalités sont infligées aux équipes qui ne peuvent pas fournir d’arbitre et ne remplissent pas certaines obligations vis-à-vis des équipes de jeunes.
- La moins bonne équipe basée dans les îles Loyauté doit disputer un barrage contre le champion des Îles si elle termine au mieux à la 7e place et est directement reléguée si elle se classe au-delà. L'ES Wacaélé est donc reléguée en deuxième division.

## Bilan de la saison
| Championnat de Nouvelle-Calédonie de football 2015 |                       |
| Champion                                           | AS Magenta (9e titre) |
| Coupes et trophées                                 |                       |
| Vainqueur de la Coupe de Nouvelle-Calédonie 2015   | Hienghène Sport       |
| Qualifications continentales                       |                       |
| Ligue des champions de l'OFC 2017                  | AS Magenta            |
| Ligue des champions de l'OFC 2017                  | Hienghène Sport       |
| Promotions et relégations                          |                       |
| Promus en Super Ligue                              | Horizon Patho         |
| Promus en Super Ligue                              | USC Nouméa            |
| Promus en Super Ligue                              | RC Poindimié          |
| Promus en Super Ligue                              | AS Kunié              |
| Relégués en Promotion d'Honneur                    | ES Wacaélé            |
| Relégués en Promotion d'Honneur                    | FC Auteuil            |
| Relégués en Promotion d'Honneur                    | JS Baco               |